# Algarrobos
Algarrobos es un barrio ubicado en el municipio de Mayagüez en el estado libre asociado de Puerto Rico. En el Censo de 2010 tenía una población de 4383 habitantes y una densidad poblacional de 695,56 personas por km².

## Geografía
Algarrobos se encuentra ubicado en las coordenadas 18°13′47″N 67°10′2″O / 18.22972, -67.16722. Según la Oficina del Censo de los Estados Unidos, Algarrobos tiene una superficie total de 6.3 km², de la cual 4.31 km² corresponden a tierra firme y (31.57%) 1.99 km² es agua.

## Demografía
Según el censo de 2010, había 4383 personas residiendo en Algarrobos. La densidad de población era de 695,56 hab./km². De los 4383 habitantes, Algarrobos estaba compuesto por el 75.86% blancos, el 10.15% eran afroamericanos, el 0.27% eran amerindios, el 0.66% eran asiáticos, el 10.5% eran de otras razas y el 2.56% pertenecían a dos o más razas. Del total de la población el 98.63% eran hispanos o latinos de cualquier raza.